# Stanislav Anghelov
Stanislav Anghelov (bulgară Станислав Ангелов) (n. 12 aprilie 1978 în Sofia) este un fost jucător bulgar de fotbal. În 2010 a jucat pentru Steaua București. Anghelov joacă ca mijlocaș defensiv sau uneori ca fundaș stânga.

## Carieră

### ȚSKA Sofia
Între 1998 și 2001, Anghelov a jucat pentru ȚSKA Sofia 53 de meciuri și a marcat trei goluri.

### Levski Sofia
Anghelov s-a transferat în 2001 la Levski Sofia. Cu Levski Sofia a ajuns în sferturile de finală ale Cupei UEFA în sezonul 2005-2006.

### Energie Cottbus
Pe 13 iunie 2007, clubul german Energie Cottbus a anunțat oficial transferul jucătorului până în 2010. Acest anunț a fost urmat de o reacție imediată a clubului Levski Sofia, care a negat orice fel de acord și a declarat că oficial Anghelov încă este jucătorul lor. La finalul contractului a plecat de la Energie Cottbus spunând că vrea o nouă aventură.

### Steaua București
Pe 9 iulie 2010 s-a anunțat oficial că Anghelov a semnat cu Steaua București. Contractul său a fost reziliat în ianuarie 2011.

## Cariera internațională
Debutul lui Anghelov la echipa națională a Bulgariei a fost la Cupa Kirin în Japonia.

## Palmares
- Bulgaria
  - Campionatul Bulgariei: 2002, 2006, 2007
  - Cupa Bulgariei: 1999, 2002, 2003, 2005, 2007
  - Supercupa Bulgariei: 2005, 2007